# Збірна Нового Саду з футболу
Футбольна команда «Нови Сад XI» — збірна футболістів з Новий Сад, яка взяла участь лише в одному турнірі Кубка ярмарків 1961-62.
У турнірі мала взяти участь найкраща футбольна команда ярмаркового міста. Однак, оскільки правила дозволяли лише одну команду з кожного міста, команда для цього турніру була сформована з клубів ФК «Воєводина» (Нови Сад) та РФК «Нови Сад».

## Результати в Кубку ярмарків
| сезон   | Змагання      | Раунд       | Суперник | Загалом | Перша гра | Друга гра |
| ------- | ------------- | ----------- | -------- | ------- | --------- | --------- |
| 1961/62 | Кубок ярмарки | 1 раунд     | Мілан    | 2:0     | 0:0 (Г)   | 2:0 (Д)   |
| 1961/62 | Кубок ярмарки | 2 раунд     | Іракліс  | 10:3 0  | 1:2 (Г)   | 9:1 (Д)   |
| 1961/62 | Кубок ярмарки | Чвертьфінал | МТК      | 2:6     | 1:4 (Д)   | 1:2 (Г)   |

Загальний результат: 6 ігор, 2 перемоги, 1 нічия, 3 поразки, м'ячі 14:9 (різниця м'ячів +5)